# Jana Bode
Jana Bode (ur. 1 marca 1969 w Rochlitz) – niemiecka saneczkarka, mistrzyni świata i Europy, zwyciężczyni Pucharu Świata.
Urodziła się w NRD i tam zaczęła naukę sportową, reprezentując Wschodnie Niemcy w zawodach juniorskich. W sierpniu 1989 r. przedostała się przez zieloną granicę do RFN i tam rozpoczęła karierę seniorską, którą kontynuowała po zjednoczeniu Niemiec.
Na igrzyskach olimpijskich wystąpiła jeden raz zajmując w 1994 czternaste miejsce. Na mistrzostwach świata zdobyła pięć medali. W 1996 zdobyła złoto w jedynkach. Wicemistrzynią świata zostawała w 1996 w drużynie mieszanej i w 1997 w jedynkach. Na swoim koncie ma również dwa medale brązowe zdobyte w jedynkach w 1990 oraz 1991. Na mistrzostwach Europy wywalczyła sześć medali. W 1996 zdobyła złoto zarówno w jedynkach, jak i drużynie. Wicemistrzynią Europy była trzykrotni: w 1990 w drużynie oraz w 1994 w jedynkach i drużynie. W 1990 zdobyła również brąz w jedynkach. W Pucharze Świata pięciokrotnie zajmowała miejsce na podium klasyfikacji generalnej, zdobywając Kryształową Kulę w sezonie 1994/1995.

## Osiągnięcia

### Igrzyska olimpijskie
| Rok  | Miejsce     | Jedynki |
| ---- | ----------- | ------- |
| 1994 | Lillehammer | 14.     |

### Puchar Świata

#### Miejsca na podium w klasyfikacji generalnej
| Sezon     | Miejsce |
| --------- | ------- |
| 1989/1990 | 3.      |
| 1993/1994 | 2.      |
| 1994/1995 | 3.      |
| 1995/1996 | 1.      |
| 1996/1997 | 3.      |